# 안토니우 소자
안토니우 아우구스투 고메스 드 소자(포르투갈어: António Augusto Gomes de Sousa [ɐ̃ˈtɔniu ˈsozɐ][*], 1957년 4월 28일, 노르트 지방 상 주앙 다 마데이라 ~)는 포르투갈의 전직 축구 중앙 미드필더이자 감독이다.
현역 시절, 그는 포르투와 스포르팅 리스본을 비롯해 18년을 활약해 483번의 프리메이라 디비상 경기에 출전했고, 83골을 기록했다. 그는 이후 다수의 구단을 지도했다.
1980년대 포르투갈 국가대표팀에서 30번 가까이 출전한 소자는 자국을 대표로 1986년 월드컵과 유로 1984에 참가했다.

## 클럽 경력
아베이루 현 상 주앙 다 마데이라 출신인 소자는 불과 16세의 나이로 당시 2부 리그에 속해 있던 고향의 상주아넨스에서 신고식을 치렀다. 1975년, 그는 베이라-마르로 이적해 본인의 아베이루 연고 구단 3년차에 단일 시즌 최다인 15골을 기록했고, 소속 구단은 이 시즌에 프리메이라 디비상으로 복귀했다.(그는 이 곳에서 4년을 머물면서 3년을 1부 리그에서 활약했다.)
소자는 이후 포르투로 이적해 부동의 주전으로 활약했다. 그는 리그와 타사 드 포르투갈을 수 차례 우승했고, 바젤에서 열린 유벤투스와의 1984년 유러피언 컵위너스컵 결승전에서도 득점했지만, 1-2로 패했다.
1984년 여름, 소자는 포르투의 중원을 같이 책임진 자이므 파셰쿠와 스포르팅 리스본으로 이적했고, 이 과정에서 17세의 특급 유망주인 파울루 푸트르가 반대로 스포르팅에서 포르투로 이적했지만, 소자와 파셰쿠 모두 2년 뒤 원 소속 구단으로 복귀했다. 그는 북부 연고 구단으로 복귀해 유러피언컵, 인터콘티넨털컵, 그리고 유러피언 슈퍼컵을 들어올렸고, 이후에도 주전으로 꾸준히 활약했다.(그는 유러피언 슈퍼컵 2차전에서도 득점을 기록했다.)
소자는 1996년에 39세의 나이로 친정 구단 상주아넨스에서 선수 겸 감독을 맡고 은퇴했다. 그는 이후 감독 활동에 전념하며 주로 전 소속 구단에서 일했는데, 베이라-마르,에서는 7년 반을 지도했고, 4년 연속 1부 리그에 속해 있었다. 1999년, 그는 베이라-마르를 이끌고 캄푸마이오렌스를 1-0으로 이기고 타사 드 포르투갈을 우승했다.

## 국가대표팀 경력
소자는 1981년부터 1989년까지 포르투갈 국가대표팀 경기에 27번 출전했고, 유로 1984에 참가해 1-1로 비긴 스페인과의 조별 리그 경기에서 선제골을 기록했고, 1986년 월드컵에도 참가했다.

### 국가대표팀 득점 기록
| # | 날짜            | 경기장                   | 상대   | 점수 | 결과 | 대회      |
| - | --------------- | ------------------------ | ------ | ---- | ---- | --------- |
| 1 | 1984년 6월 17일 | 프랑스 마르세유 벨로드롬 | 스페인 | 1–0  | 1–1  | 유로 1984 |

## 사생활
안토니우 소자의 아들 히카르두도 프로 축구 선수로, 미드필더로 활약했다. 둘 모두 베이라-마르에 속해 있었고, 그는 4번에 나누어 아베이루 연고 구단에서 활약했다.
그의 조카 조제도 포르투갈 1부 리그에서 10년 활약했다. 그의 손자 아폰수도 축구를 하고 있다.

## 수상

### 선수
포르투
- 프리메이라 디비상: 1987–88
- 타사 드 포르투갈: 1983–84, 1987–88
- 수페르타사 칸디두 드 올리베이라: 1981, 1983, 1986
- 유러피언컵: 1986–87
- 유러피언 슈퍼컵: 1987
- 인터콘티넨털컵: 1987

### 감독
베이라-마르
- 타사 드 포르투갈: 1998–99[5]